# Bonaventura Furlanetto

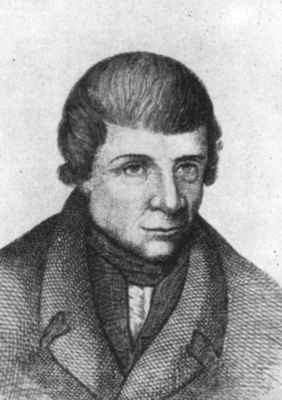
Bonaventura Furlanetto

Bonaventura Furlanetto (* 27. Mai 1738 in Venedig; † 6. April 1817 ebenda), auch genannt Musin, war ein italienischer Komponist. Furlanetti komponierte vor allem Oratorien, Kantaten, Requien und andere geistliche Musik. Alle seine Oratorien wurden in Venedig uraufgeführt.

## Leben
Furlanetto stammte aus einfachen Verhältnissen. Er erhielt Musikunterricht von einem Onkel und kurze Zeit Unterricht in Harmonielehre bei einem Priester der Pfarrei Santa Margherita, war aber als Musiker im Grunde Autodidakt. In einer Jesuitenschule studierte er Literatur und Philosophie und erhielt die Priesterweihe. Er gab dieses Amt auf, um sich ganz der Musik zu widmen, blieb aber auf Intervention seines Förderers, des späteren Patriarchen von Venedig, Giovanni Bragadin, weiterhin Priester. Er komponierte zunächst Messen, Vespern und andere geistliche Musik, die an verschiedenen venezianischen Kirchen aufgeführt wurden.
1774 bewarb er sich vergeblich um das Amt eines vicemaestro am Markusdom. 1782 erhielt er dort zunächst die Stelle eines Hilfsorganisten, wurde aber erst 1797 vicemaestro und 1808 endlich maestro di cappella als Nachfolger von Ferdinando Giuseppe Bertoni.
Ab 1768 bis zu seinem Tod 1817 unterrichtete er außerdem am Ospedale della Pietà. 1811 übernahm er die Stelle eines Lehrers für Musiktheorie (maestro di contrappunto e fuga) an dem kurzlebigen Istituto filarmonico di Venezia. Zu seinen Schülern zählten dort Giovanni Pacini und der Benediktinermönch und Komponist Anselmo Marsand (1769–1841).

## Werke (Auswahl)
Oratorien
- La sposa de’ sacri cantici (1763)
- Protomartire Giovanni Nepomuceno (1765)
- De nativitate virginis genethliacon (1770)
- Moyses in Nilo (1771)
- Felix victori (1773)
- Jaelis victoria (1773)
- Athalia (1773)
- Templi reparatio (1774)
- David in Siceleg (1776)
- Israelis liberatio (1777)
- Reditus exercitus Israelistici postcladem Philistaeorum (1777)
- Mors Adam (1777)
- Nabot (1778)
- Somnium Pharaonis (1779)
- De filio prodigo (1779)
- Dies extrema mundi (1780)
- David Goliath triumphator (1780)
- Jonathas (1781)
- Salomon rex Israel electus (1782)
- Aurea statua a rege Nabucodonosor erecta vel pueri Hebraei in fornace ardentis ignis (1783)
- Prudens Abiga (1784)
- Moyses ad Rubum (1785)
- Absalonis rebellio (1785)
- Sisara (1786)
- Abraham et Isach (1786)
- De solemni Baltassar convivio (1787)
- Judith triumphans (1787)
- De solemni nuptiae in domum Lebani (1788)
- Triumphus Jephte (1789)
- Bethulia liberata (Libretto: Pietro Metastasio, 1790)
- Gedeon (1792)
- De filio prodigo (1800)
- Primum fatale homicidium (1800)
- Il trionfo di Iefte (1801)

Geistliche Kantaten
- Melior fiducia vos ergo für Sopran, Alt und Orchester (1775)
- Quisnam felicior me? für Sopran, Alt und Orchester (1780)
- In coelo resplendent für Sopran, Alt und Orchester (1785)
- Alma letitie dies für Sopran, Alt und Orchester (1789)
- Cantata duodecima für Sopran, Alt und Orchester (1791)
- Nuptie Rachelis für Sopran, Alt und Orchester (1795)
- Veritas de terra orta est für fünf Stimmen (1810)
- Sponsia mantis caro für 5 Chöre und 5 Orchester
- Sumo furis regulia venus dies jucundum für 2 Chöre und 2 Orchester
- Fugitava quis ploras anima für Sopran, Alt und Orchester

Weltliche Werke
- Baccanale
- Galatea, azione teatrale (Libretto: Pietro Metastasio, Venedig, accademia privata)
- Venezia nobile terra d’incanto für eine Stimme und Klavier
- Volgi, deh! volgi für drei Stimmen
- Coro (1799, Venedig, ospedale della Pietà)
- Marcia funebre für Orgel
- Pastorale für zwei Hörner, zwei Violinen, zwei Violen, Bass und Orgel